# V podzemí
V podzemí (v anglickém originále Underground) je 8. epizoda I. série sci-fi seriálu Hvězdná brána: Atlantida.

## Obsah epizody
Obyvatelům Atlantidy začínají docházet zásoby potravin, proto se tým majora Shepparda vydává na jednu z planet, se kterými již dříve obchodovali Athosiané, uzavřít obchod. Potkávají tady rasu Geniiů - farmářů a pastevců žijících přibližně na úrovni 17. století na Zemi.
Sheppard nabídne za úrodu léky, Geniiové však požadují také výbušniny k urychlení přípravy nových ploch pro pěstování. Sheppard s McKayem se vracejí na Atlantidu pro souhlas doktorky Weirové. Při návratu si McKay všimne podivných hodnot, ukazujících na přítomnost radioaktivního záření. Vydají se po jeho stopách a ukrytý pod senem objeví tajný vchod do podzemí. Pod ním se nachází rozlehlý komplex, v němž Geiiové žijí svůj druhý život. Sheppard s McKayem jsou chyceni a pochopí, že Geniiové jsou ve skutečnosti mnohem vyspělejší (nacházejí se přibližně na úrovni 40.
let 20. století) a svůj prostý život ve strachu před Wraithy pouze předstírají.
Vůdce Geniiů, Couen, nechá přivést i Teylu a poručíka Forda, kteří se mezitím zúčastnili na povrchu oslav sklizně. Geniiové zvažují jejich uvěznění, ale když zjistí, že by jim doktor McKay mohl pomoci s výrobou atomové zbraně proti Wraithům, uzavřou spojenectví. Seznámí tým majora Shepparda také s datovým diskem, který se jejich předkům podařilo získat ze sestřelené wraithské šipky. Disk obsahuje aktuální informace o umístění jednotlivých mateřských úlů i jejich technické plány. Geniiové připravují atomový útok na mateřský úl. Společně s týmem z Atlantidy se v maskovaném jumperu dostanou do spícího úlu. Zde narazí na zámotky s dosud živými lidmi, Teyla se rozhodne jim pomoci, jeden z Geniiů jí v tom však chce zabránit - aby Wraithové nezjistili, že na lodi někdo byl. Při hádce však zastřelí jednoho z ulovených lidí a tím na sebe upozorní ostrahu. Genii je Wraithy zabit, Teyle se podaří uniknout. Mezitím McKay se zbytkem týmu umístí bombu.
Po návratu na planetu se Geniiové pokusí zmocnit jumperu i výbušnin, Sheppard však jejich zradu předpokládá a proto jsou již připraveny další dva maskované jumpery, které tým zachrání.
Na Atlantidě pak z datového disku zjistí, že mateřských úlů je ve skutečnosti daleko více, než se domnívali a boj tak bude ještě obtížnější.

## Zajímavosti
V této epizodě se poprvé objevují Geniiové.